# Buslijn 70 (Rotterdam)
Buslijn 70 is een buslijn in de gemeente Rotterdam, die wordt geëxploiteerd door de RET. De lijn verbindt de wijk Charlois vanaf de Garage Sluisjesdijk via het Zuidplein met het ov-knooppunt Keizerswaard en is een zogenaamde "frequentbus" (tegenwoordig 6-4-2), wat inhoudt dat de lijn op maandag tot en met vrijdag overdag ten minste elke tien minuten rijdt.

## Geschiedenis

### Lijn 70

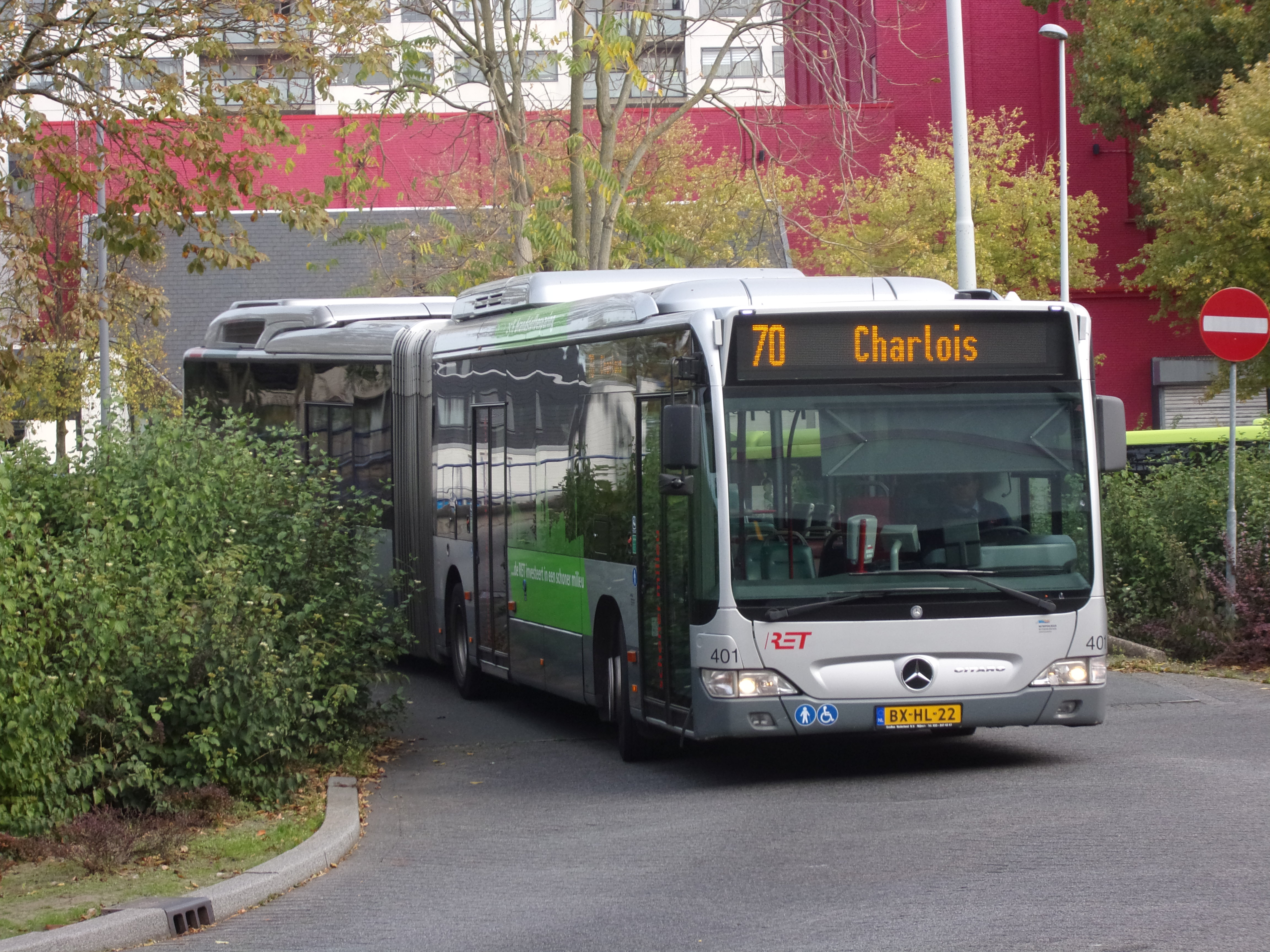
Hybride gelede citaro 401 op lijn 70 in 2018

Op 10 februari 1968 werd lijn 70 ingesteld ter vervanging van opgeheven lijnen en als aanvoerlijn voor de metro tussen het Zuidplein en het treinstation Rotterdam Lombardijen. Nog in datzelfde jaar werd de route verlengd van Lombardijen naar het toenmalige Sint Clara Ziekenhuis. Deze route heeft jarenlang min of meer in deze vorm bestaan. Vanaf 10 januari 2005 werd de route verlengd en werd ook Keizerswaard aangedaan. Eind 2006 werd het Clara Ziekenhuis uit de route geschrapt en werd direct doorgereden naar Keizerswaard.
Bij het ingaan van de nieuwe dienstregeling eind 2014 werden de lijnen 70 en 73 samengevoegd tot één doorgaande lijn.